# اچ‌ام‌ای‌اس تاموورث (جی۱۸۱)
اچ‌ام‌ای‌اس تاموورث (جی۱۸۱) (به انگلیسی: HMAS Tamworth (J181)) یک کشتی بود که طول آن ۱۸۶ فوت (۵۷ متر) بود. این کشتی در سال ۱۹۴۲ ساخته شد.